# 大森政輔
大森 政輔（おおもり まさすけ、1937年〈昭和12年〉5月11日 - ）は、日本の裁判官、弁護士、民法学者（身分法・戸籍法）。勲等は瑞宝大綬章。八重洲法律事務所所員、第一東京弁護士会所属。過去に内閣法制局総務主幹、内閣法制局第二部部長、内閣法制局第一部部長、内閣法制次長、内閣法制局長官、国家公安委員会委員などを歴任した。
兵庫県神戸市出身の裁判官である。岡山地方裁判所、大阪地方裁判所、東京地方裁判所で判事を務めた。のちに法務省に出向し検事となり、民事局にて第二課の課長や参事官を務めた。さらに内閣法制局に再出向し、総務主幹を経て、第二部や第一部の部長を務めるなど、要職を歴任した。1992年には内閣法制次長に就任した。1996年には大出峻郎の後任として内閣法制局長官に就任し、第1次橋本内閣から小渕第1次改造内閣にかけて同職を務めた。退職後は弁護士登録し、第一東京弁護士会に所属した。また、ソニーや第一生命保険の監査役なども務めた。

## 来歴

### 生い立ち
1937年5月に生まれ、兵庫県にて育った。灘高等学校を経て、1960年3月京都大学法学部卒業。在学中に司法試験に合格している。に京都大学を卒業し、同年4月より司法修習生となった。

### 裁判官・法務官僚・法制官僚として

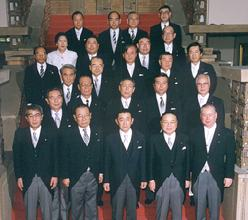
1996年1月11日、総理大臣官邸にて第1次橋本内閣の閣僚らと

1962年4月、判事補に任命された。京都地方裁判所、秋田地方裁判所大曲支部、秋田地方裁判所、東京家庭裁判所、岡山地方裁判所などで判事補を務めた。1972年4月、判事に任命された。岡山地方裁判所、大阪地方裁判所、東京地方裁判所などで判事を務めた。裁判官としては、民事事件、刑事事件、家事事件、少年事件など幅広く担当した。その後、法務省に出向して検事となり、1978年4月に民事局の第二課にて課長に就任した。1982年4月には民事局の参事官に就任した。さらに、裁判所に戻ることなく、そのまま内閣法制局に再出向することになり、1983年11月に内閣法制局の総務主幹に就任した。1985年11月には第二部の部長に就任し、1989年8月には第一部の部長に就任している。1992年12月、内閣法制次長に就任した。1996年1月、大出峻郎の退任に伴い、第1次橋本内閣にて内閣法制局長官に就任した。以来、小渕第1次改造内閣に至るまで内閣法制局長官を務めた。

### 退官後
1999年に弁護士登録し、第一東京弁護士会に所属した。さらに、ソニーや第一生命保険にて監査役に就任した。なお、2000年から2002年にかけて、東京家庭裁判所の家事調停委員を務めていた。また、度重なる警察不祥事を受けて発足した警察刷新会議にて委員を務め、2003年には国家公安委員会の委員に任命された。そのほか、2000年から2007年にかけて、早稲田大学法学部にて客員教授を兼任した。

## 主張・意見
夫婦別姓制度
選択的夫婦別姓制度導入に賛意を示す。
2003年7月18日、衆議院法務委員会の審議に早稲田大学法学部客員教授として参考人招致され「自分は同氏を選ぶが、別氏を選びたい者の気持ちはそれとして尊重するという、自分と異なる意見に対する寛容の精神を基本として対応すべきもの」と述べている。一方で、氏に関する国民感情がさまざまである点も指摘しており「家の制度の廃止から五十年を経過した今日でも、家名の存続、祖先の祭祀の主宰、その他の多種多様な思い入れが存在するのが現実の姿」と述べている。そのため、本来は「自由意思により、同氏夫婦となるか、あるいは別氏夫婦となるかの選択を認めるのがよい」としつつも、多様な国民感情に配慮し「職業上の支障とか、あるいは祖先の祭祀の主宰の必要など特別の事情が存在することを要件とし、その特別事情の存否判断を家庭裁判所にゆだねる」という手法も一案であるとしている。

## 研究
ライフワークとして民法、身分法、戸籍法の研究に取り組んでおり、民法学者としての顔も持つ。身分法、戸籍法を研究するようになったのは、最高裁判所家庭局付判事補として家事事件を担当したことがきっかけである。その後、法務省民事局に出向した際には、戸籍を所管する第二課の課長も務めている。また、早稲田大学法学部では客員教授として教鞭を執っていた。

## 人物
大学の志望理由
滝川事件に感銘を受け、「学問の自由のために戦った伝統にあこがれ」たため、京都大学を志望した。
希望進路
司法修習生の頃は、法曹三者の中でも弁護士か裁判官かで迷い、最終的に裁判官を志望した。しかし、法務省への出向を経て内閣法制局に再出向することになり「若き時代の志とはかけ離れた人生を歩むことになってしまった」と述懐している。しかし「霞ヶ関・永田町との交際を通じて視野も広がり、思考も柔軟となった」と述べるなど肯定的に捉えており、「人生に悔いは残らない」としている。

## 略歴
- 灘高等学校を経て、
- 1959年（昭和34年）10月 司法試験合格
- 1960年（昭和35年）3月 京都大学法学部卒業
- 1960年（昭和35年）4月 司法修習生
- 1962年（昭和37年）4月10日 京都地方裁判所判事補
- 1965年（昭和40年）5月1日 秋田地方裁判所大曲支部判事補兼秋田家庭裁判所大曲支部判事補
- 1967年（昭和42年）4月16日 秋田地方裁判所判事補兼秋田家庭裁判所判事補
- 1968年（昭和43年）7月1日 東京家庭裁判所判事補兼東京地方裁判所判事補・最高裁判所事務総局家庭局付
- 1971年（昭和46年）4月10日 岡山地方裁判所判事補兼岡山家庭裁判所判事補
- 1972年（昭和47年）4月10日 岡山地方裁判所判事兼岡山家庭裁判所判事
- 1975年（昭和50年）4月1日 大阪地方裁判所判事
- 1978年（昭和53年）3月25日 東京地方裁判所判事
- 1978年（昭和53年）4月1日 法務省民事局第二課長・検事
- 1982年（昭和57年）4月1日 法務省民事局参事官・検事
- 1983年（昭和58年）11月1日 内閣法制局総務主幹
- 1985年（昭和60年）11月19日 内閣法制局第二部長
- 1989年（平成元年）8月18日 内閣法制局第一部長
- 1992年（平成4年）12月18日 内閣法制次長
- 1996年（平成8年）1月11日 内閣法制局長官
- 1999年（平成11年）8月24日 依願免官
- 1999年（平成11年）8月 内閣法制局参与
- 1999年（平成11年）10月22日 弁護士登録（第一東京弁護士会所属）
- 2000年（平成12年）4月 早稲田大学法学部客員教授
- 2001年（平成13年）6月 ソニー株式会社監査役
- 2002年（平成14年）11月 国家公安委員会委員[1]
- 2007年（平成19年）7月 第一生命保険相互会社監査役

## 栄典
- 2007年（平成19年）11月3日 瑞宝大綬章受章

## 著作
- 『戸籍法〔全訂版〕』（青木義人と共著）（日本評論社、1982年）
- 『セミナー戸籍実務』（編著）（ぎょうせい、1988年）
- 『注解 判例民法4 親族法・相続法』（林良平と共編著）（青林書院、1992年）
- 『新行政法辞典』（園部逸夫と共編代表）（ぎょうせい、1999年）
- 『二〇世紀末期の霞ヶ関・永田町――法制の軌跡を巡って』（日本加除出版、2005年）
- 『立法学講義』（鎌田薫と共編著）（商事法務、2006年）
- 『法の番人として生きる　大森政輔元内閣法制局長官回顧録』（聞き手・牧原出）（岩波書店、2018年）

## 関連人物
- 瀧川幸辰